# V PRESS
V PRESS（ブイプレス）は、Jリーグ・ベガルタ仙台のホームゲーム時に発行されるマッチデープログラムである。発行は、ベガルタ仙台の運営会社である株式会社ベガルタ仙台。また、ベガルタ仙台・市民後援会が編集協力している。

## 概要
2016年までは紙媒体で発行していたが、2017年以降はホーム・仙台スタジアムに高密度Wi-Fi「VEGALTA FREE Wi-Fi」が導入された為、「VEGALTA FREE Wi-Fi」内のポータルサイト「VRORT」から閲覧する電子版のみの発行となっている。レディースチームのホームゲーム時には「VL PRESS」が紙面で無料配布されている。

### 2016年まで
- A4判
- 8ページ
- 定価100円
- 号数はシーズンごとにリーグ戦、ナビスコカップのグループリーグでは試合開催日順に、1から号数が振られていく。ナビスコカップ決勝トーナメントなど、シーズン前に予定されていなかった試合の場合は号数は「SP」と表記され、増刊号扱いとなる。
- AFCチャンピオンズリーグ（ACL）の試合では発行されない。

### 2017年以降
- 「VEGALTA FREE Wi-Fi」内のポータルサイト「VRORT」からのみ閲覧出来る。
- ホームゲームごとに内容が更新される。
- 価格は無料
- ベガルタ仙台の公式サイト内からバックナンバーが閲覧出来る[2]。

## 主な内容
- スタメン予想
- サポーターズボイス
- チームインフォメーション
- 市民後援会からのお知らせ
- サテライト＆ユース情報